# ランパンプス
ランパンプスは吉本興業東京本社（東京吉本）所属のお笑いコンビ。略称はランパン。

## メンバー
寺内 ゆうき（てらうち ゆうき、1987年7月3日 - ） 
- 立ち位置は向かって左。ボケ担当。
- 本名は寺内 雄生（読み同じ）。
- 身長186cm、体重85kg、血液型O型。
- 千葉県成田市出身。
- 千葉県立幕張総合高等学校、東京学芸大学卒業[1]。高校時代はラグビー部で千葉県選抜に選ばれた。
- 小学校・中学校・高等学校の教員免許を所持している。芸人になってからも勉強を続け、保育士免許を取得した。
- ランパンプス結成以前には、高校時代の同級生とコンビを結成していた。
- ラジオ、将棋（アマ二段、文化将棋検定2級[2]）、ポーカー（プロ[2]）、酒、ラーメンが好き。本人曰く「大食い」ではなく「食いしん坊」。
- 2018年に、ベルマーク大使に任命された。
- 2023年5月9日、自身のTwitterにて俳優の小野川晶との結婚を発表し[3][4][2]、挙式は同年10月1日に行った[5]。

小林 良行（こばやし よしゆき、1990年1月8日 - ） 
- 立ち位置は向かって右。ツッコミ担当。
- 身長167cm、体重55kg、血液型O型。
- 北海道釧路市出身。
- 釧路市立光陽小学校、釧路市立共栄中学校、北海道釧路東高等学校卒業。
- 高校卒業後、びっくりドンキーの正社員として2年間勤務していた。転勤で埼玉県に在住していたときにルミネtheよしもとを観に行ったことでお笑いを志すようになった[6]。
- 特技は、アイスホッケー、100メートル競走（11.3秒）、馬跳び。
- 愛称はよっちゃん、ちゃんよつ。
- 2016年から2018年まで、吉本のイケメン俳優ユニットコント「JUNK∞TION」に「Yoshi」という名義で活動していた[7]。作詞も担当している。担当カラーは余り物のイエロー。
- 都営バスが好き。年に100回ほどバスを利用し、渋滞がなく、目的地へ早く到着することができる鉄道を使える範囲でも、あえてバスを利用することもある。

## エピソード
- NSC東京校16期生同士で、2010年コンビ結成。小林をアイドル化して売り出そうと寺内の操り人形として5年ほど試行錯誤していたマリオネット期がある。
- 2017年4月、693組の中からオーディションを勝ち抜き、4月からのオールナイトニッポン0（ニッポン放送）の月曜日レギュラーを担当。初のラジオ冠番組『ランパンプスのオールナイトニッポン0（ZERO）』をスタートさせた。
- 2017年6月15日、寺内が『保育士免許を所持している芸能人』の条件に当てはまっていた事、またネタでも保育や教育を題材にしている事から、保育の職場で働くことを目指す人を応援するサポーター『とうきょうホイクマン』に任命される。任命式では小池百合子東京都知事より、任命状とエプロンを受け取った[8]。

## 芸風
主に漫才を行っており、主に寺内の教育キャラ、サイコパスキャラを元にしたネタを行っている。

## 出囃子
放課後ティータイム「GO!GO!MANIAC」

## 受賞歴
- よしもと男前芸人ランキング2015　男前芸人10位（小林）
- よしもと男前芸人ランキング2015　抱かれたい芸人2位（寺内）
- M-1グランプリ2021　準々決勝進出[9]

## 出演
- ランパンプスのオールナイトニッポン0（ZERO）（ニッポン放送、2017年4月4日 - 2018年3月26日、2022年5月8日）
- ハタジョ！働き女子 お助けマン（日経CNBC、2018年1月5日-）
- カリスマ go to SKOOL!」（ダンスチャンネル、#40,#41,#46,#47）
- はみだし しゃべくりラジオ キックス（山梨放送、2018年1月31日-3月28日）（月1レギュラー）
- ライブdeフォーチュン（占いTV、2018年4月5日-2019年6月24日）
- マイナビ Laughter Night（TBSラジオ） - 2018年5月25日
- マジカル・パンチラインのマジカルテレビ（Kawaiian TV、2018年6月21日）
- 山里亮太の不毛な議論（TBSラジオ） - 2019年6月13日、寺内のみ
- 仮面ライダーゼロワン（テレビ朝日） - 2019年9月1日
- 空の港のありがとう（吉本興業） - 2024年5月31日公開、寺内のみ[10]

## ライブ
- 定期単独イベント(偶数月)「くつばこ」
- 定期単独トークライブ「劇場版ハングオーバー！」
- 不定期「理系ナイト」(寺内のみ)
- 不定期「JUNK∞TION」(小林のみ)

## 舞台
- Theater of Mystery VO.1「スターライドオーダー」（2023年9月16日、ブルースクエア四谷）（寺内のみ）[11]

## Web
- 『おうえんしナイト』（2022年10月 - ）[12][13]

## 著書
- 寺内ゆうき『知るほど観たくなる将棋 ドラマティック将棋論』扶桑社、2024年11月1日。ISBN 978-4594097523。[14]